# 김원호 (배드민턴 선수)
김원호(1999년 6월 2일~)는 대한민국의 배드민턴 선수이다. 2024년 하계 올림픽 혼합 복식에서 정나은 선수와 함께 은메달을 획득했다.

## 경력
경기도 수원시에서 태어났다. 아버지 김상훈은 배구 선수 출신이며 어머니인 길영아는 올림픽에서 금메달을 획득한 배드민턴 선수 출신이다. 김원호에게는 김아영이라는 여동생이 있으며 배드민턴 선수이다.
매원고등학교를 졸업했으며 2016년 아시아 주니어 선수권 대회에 출전해 혼합복식과 단체전에서 은메달을 획득했다. 또한 2017년 세계 주니어 선수권 대회 남자 복식 및 단체전에서 동메달을 획득했다.
2017년 2017년 수디르만 컵에 한국 대표팀 최연소 선수로 참가했다. 러시아와의 개막전의 리그전에서 한 경기를 치렀다. 최종 라운드에서 한국은 중국을 3-2로 꺾고 우승을 차지했다. 2018년 토머스 컵에는 한국 대표로 출전했으나 인도네시아와의 경기에서 패해 8강에서 탈락했다.
2024년 8월 파리에서 열린 2024년 하계 올림픽에 정나은과 함께 혼합 복식에 출전했다. 준결승에서 대표팀 동료인 서승재, 채유정 조를 꺾고 결승에 올랐으며 결승에서는 중국의 정쓰웨이와 황야충에게 패하여 은메달을 획득했다.